# ملعب أماهورو
ملعب أماهورو هو ملعب متعدد الاستخدام يقع في كيغالي عاصمة رواندا . غالبا ما يتم استخدامه لمباريات كرة القدم . يسع الملعب لجلوس 35 ألف متفرج . يعتبر أكبر ملعب في رواندا من حيث السعة ويستضيف مباريات كرة قدم بالإضافة إلى بعض الاحتفالات .